# Бекеша Сергій Миколайович
Бекеша Сергій Миколайович (*28 липня 1953, м. Львів) — мінералог, кристалограф, кандидат геолого-мінералогічних наук, доцент кафедри мінералогії геологічного факультету Львівського національного університету ім. І. Франка.
Закінчив геологічний факультет Львівського державного університету І. Франка у 1979 році, аспірантуру кафедри мінералогії у 1986. У 1987 році захистив кандидатську дисертацію «Связь кристалломорфологии природных алмазов с их некоторыми физическими особенностями». Упродовж 1979-1983 років працював на посаді інженера, 1987-1994 - молодший науковий співробітник НДЧ Львівського університету, 1994-1996 - начальник польової аналітичної лабораторії, головний мінералог АТ «Еклогіт» у Красноярську; 1997-1999 - провідний науковий співробітник НДЧ, доцент кафедри мінералогії Львівського університету, 2000-2002 - старший науковий співробітник НДЧ Львівського університету; з 2003 - старший науковий співробітник Інституту геології і геохімії горючих копалин НАН України. Наукові інтереси: кристаломорфологія алмазів і алмазоносні породи Якутії, Архангельської провінції та Українського кристалічного щита. Близько 80 наукових праць. Патент України на винахід Спосіб сортування алмазів (1997, співавтори Бартошинський З.В., та ін.)

## Праці
- Кристаломорфологія алмазів із кімберлітів Архангельської алмазоносної провінції // Мінералогічний збірник 1992. - №46, Вип. 2
- Типы спектров фотолюминесценции алмазов Якутии // Минералогический сборник Львовского университета. – 1986, №40, - вып.1. – С.32-38. (Соавторы: З.В. Бартошинский и др.)
- Газовые примеси в алмазах Якутии // Минералогический сборник Львовского университета. – 1987, №41, - вып.1. – С.25-32. (Соавторы: З.В. Бартошинский и др.)
- Нерентгенолюминесцирующие кимберлитовые алмазы // Минералогический журнал. – 1990. – Т.12, №2. – С.15-19. (Соавторы: З.В. Бартошинский и др.)
- Морфологія та оптичні властивості алмазних кубів та тетрагексаедрів із кімберлітів // Мінералогічний збірник Львівського університету імені Івана Франка. – 2003. - №53, вип.1-2. – С.15-34. (Співавтори: З.В. Бартошинський, Т.Г. Винниченко, І.В. Побережська)
- Флюїди глибинних горизонтів літосфери: зв'язок з родовищами нафти і газу у земній корі (за даними вивчення включень у мінералах глибинного походження) // Доповіді НАН України. – 2008. - №8. – С.117-120. (Співавтори: Наумко І.В., Сворень Й.М.)